# Puya vestita
Puya vestita ist eine Pflanzenart aus der Familie der Bromeliengewächse (Bromeliaceae). 
Der Verbreitungsschwerpunkt liegt vom Vulkan Cotopaxi in Ecuador ausgehend bis ins kolumbianische Departamento Nariño auf steinigen Abhängen in 2280 bis 3250 Meter Höhe. Sie wurde im Jahre 1888 durch Édouard-François André erstbeschrieben. 

## Beschreibung
Puya vestita wird bis zu zwei Meter groß, wobei die Blätter bis zu 30 Zentimeter lang und 2,4 Zentimeter breit werden. Während die Oberseite des Blattes kahl ist, bedecken die Unterseite hellbraune Schuppen. Die Ränder sind leicht gesägt und besitzen schwach ausgebildete sechs Millimeter große Zähnchen. 
Der zapfenförmige zusammengesetzte Blütenstand ist rötlich bewollt. Es sitzen jeweils drei bis vier stiellosen Blüten an einem der zu Blattkissen zurückgebildeten Äste. Die dreieckigen primären Tragblätter sind so groß, dass sie annähernd die Blüte verbergen. Ihre Ränder sind grob gesägt und laufen an der Spitze zu einer langen, linealen Blattform zu. Die drei Zentimeter langen Tragblätter der Blüte sind boot- bis eiförmig und laufen sehr spitz zu. Mit 1,8 bis 3,0 Zentimeter Länge sind die eiförmigen Kelchblätter nur etwa halb so lang wie die 6 Zentimeter messenden, hellgrünen und stumpfen Kronblättern. Sie gleichen den Staubblättern.
Die Samen der Art sind jenen von Puya hamata sehr ähnlich. Sie besitzen durch eine Linie klar abgetrennte, umlaufende Flügel und sind kugelförmig bis polygonal. Zudem sind sie vergleichsweise dick.